# 10. armija (Njemačko Carstvo)
10. armija (njem. 10. Armee / Armeeoberkommando 10 / A.O.K. 10) je bila vojna formacija njemačke vojske u Prvom svjetskom ratu. Tijekom Prvog svjetskog rata djelovala je na Istočnom bojištu.

## Povijest
Deseta armija formirana je 26. siječnja 1915. godine sa sjedištem stožera u Kölnu. Njezinim prvim zapovjednikom postao je general-pukovnik Hermann von Eichhorn kojemu je načelnik stožera bio pukovnik Emil Hell. Deseta armija ubrzo je premještana na sjeverni dio Istočnog bojišta gdje je sudjelovala u Drugoj bitci na Mazurskim jezerima (9. – 22. veljače 1915.). Nakon toga, armija sudjeluje u drugom dijelu ofenzive Gorlice-Tarnow (1. svibanj – 18. rujan 1915.) gdje njene jedinice goneći ruske snage najprije zauzimaju Kovno, te nakon toga i Vilnu koja postaje novim sjedištem stožera 10. armije.
U ožujku 1916. 10. armija sudjeluje u Bitci na Naročkom jezeru (5. – 30. ožujak 1916.) u kojoj odbija ruski napad koji je trebao olakšati pritisak na saveznike na Zapadnom bojištu. U srpnju 1916. armija ulazi u sastav novoformirane Grupe armija Eichhorn (Heeresgruppe Eichhorn) koja je formirana oko 10. armije. 
Nakon Oktobarske revolucije i prestanka neprijateljstava na Istočnom bojištu 10. armija je ostala kao okupacijska snaga u Rusiji, iako je većina njezinih divizija premještena na Zapadno bojište. Novim zapovjednikom 10. armije umjesto Hermanna von Eichhorna koji je imenovan vojnim guvernerom Ukrajine, postao je 4. ožujka 1918. bivši načelnik Glavnog stožera general pješaštva Erich von Falkenhayn. Novo sjedište stožera 10. armije je od lipnja 1918. bilo u Minsku.

I nakon završetka Prvog svjetskog rata 10. armija je kao okupacijska sila ostala smještena u Rusiji i Ukrajini i to sve do početka 1919. kada su se njezine jedinice počele vraćati natrag u Njemačku gdje je 10. armija i rasformirana 25. veljače 1919. godine. 

## Zapovjednici
Hermann von Eichhorn (26. siječnja 1915. – 4. ožujka 1918.)

Erich von Falkenhayn (4. ožujka 1918. – 25. veljače 1919.)

## Načelnici stožera
Emil Hell (26. siječnja 1915. – 17. srpnja 1916.)

Walter Schmidt von Schmidtseck (17. srpnja 1916. – 9. rujna 1917.)

Traugott von Sauberzweig (9. rujna 1917. – 17. prosinca 1917.)

Walter Schmidt von Schmidtseck (17. prosinca 1917. – 16. veljače 1918.)

Georg Frotscher (16. veljače 1918. – 4. ožujka 1918.)

Max Stapff (4. ožujka 1918. – 25. veljače 1919.)

## Bitke
Druga bitka na Mazurskim jezerima (7. – 22. veljače 1915.)

Ofenziva Gorlice-Tarnow (1. svibanj – 18. rujan 1915.)

Bitka na Naročkom jezeru (5. – 30. ožujak 1916.)

## Vojni raspored 10. armije nakon osnivanja
Zapovjednik: general pukovnik Hermann von Eichhorn
Načelnik stožera: pukovnik Emil Hell

- XXI. korpus (genpj. Fritz von Below)
  - 3. pričuvna divizija (gen. Kolewe)
  - 5. pričuvna divizija (gen. Diringshofen)

- XXXVIII. pričuvni korpus (genkonj. Georg von der Marwitz)
  - 75. pričuvna divizija (gen. Seydewitz)
  - 76. pričuvna divizija (gen. Elstermann von Elster)

- XXXIX. pričuvni korpus (genpor. Otto von Lauenstein)
  - 77. pričuvna divizija (gen. Brosius)
  - 78. pričuvna divizija (gen. Müller)

## Vanjske poveznice
(eng.) 10. armija na stranici Prussian Machine.com

(njem.) 10. armija na stranici Deutschland14-18.de  Arhivirana inačica izvorne stranice od 5. listopada 2013. (Wayback Machine)

(njem.) 10. armija na stranici Wiki-de.genealogy.net